# Alberta (biljni rod)
Alberta je monotipični rod cvjetnica iiz porodice broćevki (Rubiaceae). Većina vrsta koje su u nju uključivane je prenesena u rod Razafimandimbisonia, osim vrste Alberta magna. Ona raste u regiji KwaZulu-Natal u Južnoj Africi, gdje je među Afrikanerima poznata pod nazivom breekhout.
A. magna je grm ili manje drvo, koje može narasti do 13 metara visine. Kod starijeg drveta kora je siva i hrapava. Cvate u proljeće crvenim cvjetovima. Listovi su nasuprotni.

## Upotreba
Drvo stabla gotovo se i ne upotrebljava jer lako puca, a kora drveta koristi se u tradicionalnoj medicini.

## Taksonomija
Za rod  Alberta se pokazalo da je parafiletičan u filogenetskoj analizi tribusa Alberteae. Tipična vrsta je Alberta magna, i ona je odvojena od malagaške vrste Alberta, koja je danas uključena u rod Razafimandimbisonia.

## Vanjske poveznice
- [neaktivna poveznica]

|  | Zajednički poslužitelj ima još gradiva o temi Alberta magna |
|  | Wikivrste imaju podatke o taksonu Alberta magna             |